# Sam Chan
Pour les articles homonymes, voir Chan.
Sam Chan Yu-sum (en chinois : 陳宇琛), né le 22 août 1979) est un acteur de Hong Kong travaillant pour la TVB (chaîne de télévision). Il a fait ses débuts de carrière d'acteur dans la série Hearts Of Fencing (en) en 2003. Son père, Shek Sau (en), travaille également pour TVB. En 2005, ils sont apparus ensemble dans une émission de cuisine pour une promotion de la fête des pères. Chan a reçu le Golden Flower Awards en 2016,.

## Biographie

### Enfance et formation
Chan Yu Sum Sam a fréquenté la Diocesan Boys' School (en) (actuellement connue sous le nom de Division primaire de l'École diocésaine pour garçons). À la suite de la décision de ses parents d'immigrer à Vancouver, Colombie-Britannique, Canada, il a quitté Hong Kong à l'âge de dix ans. De retour à Hong Kong à seize ans, il a terminé ses études à la Chinese International School (en). Il a ensuite été admis à l'Université de Kingston en Angleterre, et inspiré par son oncle qui est un ingénieur en structure, il a ensuite étudié l'architecture, dont il sortira diplômé en 2002. C'est pendant son séjour en Angleterre qu'il s'est passionné pour le théâtre et les arts dramatiques. Outre son travail d'acteur, Sam Chan est designer, réalisateur et entrepreneur. Dans l'espoir de partager son parcours artistique dans toutes ses entreprises, il a fondé sa marque de bijoux LLazy Bonez Design en 2009, concevant des pièces artisanales influencées par l'architecture néo-gothique. Il est également cofondateur et directeur général de A Rocking Production (陳宇琛 工作室), un cabinet d'innovation et de conseil stratégique spécialisé dans le marketing, les courts métrages et la gestion d'événements.

### Vie privée
En juillet 2016, Chan a fait sa demande en mariage à la journaliste de Cable TV News et à sa petite amie de deux ans, Camille Lam, à la cathédrale du ministre de York en Angleterre,.

## Filmographie

### Télévision
- Hearts Of Fencing (2003).
- My Family (2005).
- Bizarre Files (2005).
- Healing Hands 3 (2005).
- The Price of Greed (2006).
- The Ultimate Crime Fighter (2007).
- The Building Blocks of Life (2008).
- The Seventh Day (2008).
- Burning Flame III (2009).
- Twilight Investigation (2010).
- Only You (2011).
- The Other Truth (2011).
- Tiger Cubs (2012).
- Incredible Mama (2015).
- IPCC Files 2015 (2015).
- P4B (2015).
- The Menu (2015).
- Hidden Faces (2015).
- S Storm (2016).
- Mysterious Fighter Project A (2018).
- Top Female Force (2019).